# Tân Phú Trung, Đồng Tháp
Tân Phú Trung là một xã thuộc tỉnh Đồng Tháp, Việt Nam.

## Địa lý
Xã Tân Phú Trung có vị trí địa lý:
- Phía đông giáp xã Tân Nhuận Đông.
- Phía tây giáp xã Hòa Long và Phong Hòa.
- Phía nam giáp tỉnh Vĩnh Long.
- Phía bắc giáp xã Tân Dương và Phú Hựu.

Xã có diện tích 82,63 km², dân số năm 2025 là 62.381 người, mật độ dân số đạt 754 người/km².

## Lịch sử
Ngày 16 tháng 6 năm 2025, Ủy ban Thường vụ Quốc hội ban hành Nghị quyết số 1663/NQ-UBTVQH15 về việc sắp xếp các đơn vị hành chính cấp xã của tỉnh Đồng Tháp năm 2025. Theo đó, sắp xếp toàn bộ diện tích tự nhiên, quy mô dân số của các xã Tân Bình, Tân Phú (huyện Châu Thành), Phú Long và Tân Phú Trung thành xã mới có tên gọi là xã Tân Phú Trung.
Sau khi sáp nhập, xã Tân Phú Trung có 82,63 km² diện tích tự nhiên và dân số 62.831 người.